# 大分県農業協同組合
大分県農業協同組合（おおいたけんのうぎょうきょうどうくみあい、英称：JA Oita）は、大分県大分市花園に本店を置く農業協同組合である。通称はJAおおいた。

## 概要
2008年（平成20年）6月1日に、大分県内の16の農業協同組合が合併して発足した（詳細は#沿革参照）。大分県大分市大字羽屋に本店を置き、69の支店と4ヶ所の出張所などを有する。
当初は県域農協の設立を目指していたが、発足時には23農協のうち16農協が参加するにとどまった。後に杵築市農業協同組合、玖珠九重農業協同組合、九重町飯田農業協同組合が合併したが、別府市農業協同組合、日出町農業協同組合（以上の2組合は後に合併してべっぷ日出農業協同組合となる）、大分大山町農業協同組合、下郷農業協同組合（2015年（平成27年）3月22日に信用事業を大分県信用農業協同組合連合会（JA大分信連）に譲渡。ただし、大分県信連下郷出張所は令和6年3月25日に本所に移行され廃止となるため、自組合の取引は、当組合ではなく大分県信用組合耶馬渓支店を主取引金融機関とする予定）は、独自路線を歩んでおり、県内単一JAの実現には至っていない。その結果、別府市、日出町の1市1町を除く大分県下の13市2町1村のほぼ全域を事業区域とする（詳細は#事業区域参照）。全農大分県本部（JA全農おおいた）からの一部事業譲渡および包括承継は行われていない。

## 詳細
- 出資金 - 84億円
- 総資産 - 5,577億円
- 組合員数 - 101,597人
- 役員数 - 45人
- 職員数 - 2,030人

2020年（令和2年）3月31日現在。

## 沿革
- 2007年（平成19年）1月22日 - 大分県域JA設立推進協議会が発足[2]。大分県内の23農協のうち、20農協が参加[5]。
- 2007年（平成19年）12月10日 - 別府市農業協同組合、日出町農業協同組合、玖珠九重農業協同組合、九重町飯田農業協同組合の4農協を除く16農協が合併予備契約に調印[6]。
- 2008年（平成20年）6月1日 - 大分県内の16の農業協同組合[注 1]が合併して大分県農業協同組合が発足[1][注 2]。
- 2010年（平成22年）9月1日 - 大分県農業協同組合が杵築市農業協同組合と合併。
- 2015年（平成27年）3月20日 - 解散した杵築柑橘農協の組合員を引き継ぐ[7]。
- 2021年（令和3年）4月1日 - 大分県農業協同組合が玖珠九重農業協同組合、九重町飯田農業協同組合と合併[8][9]。

## 事業区域
- 大分市
- 中津市（下郷農業協同組合の事業区域を除く）
- 日田市（大分大山町農業協同組合の事業区域を除く）
- 佐伯市
- 臼杵市
- 津久見市
- 竹田市
- 豊後高田市
- 杵築市（べっぷ日出農業協同組合の事業区域を除く）
- 宇佐市
- 豊後大野市
- 由布市
- 国東市
- 東国東郡姫島村
- 玖珠郡九重町
- 玖珠郡玖珠町